# St. Margaretha (Lehrberg)

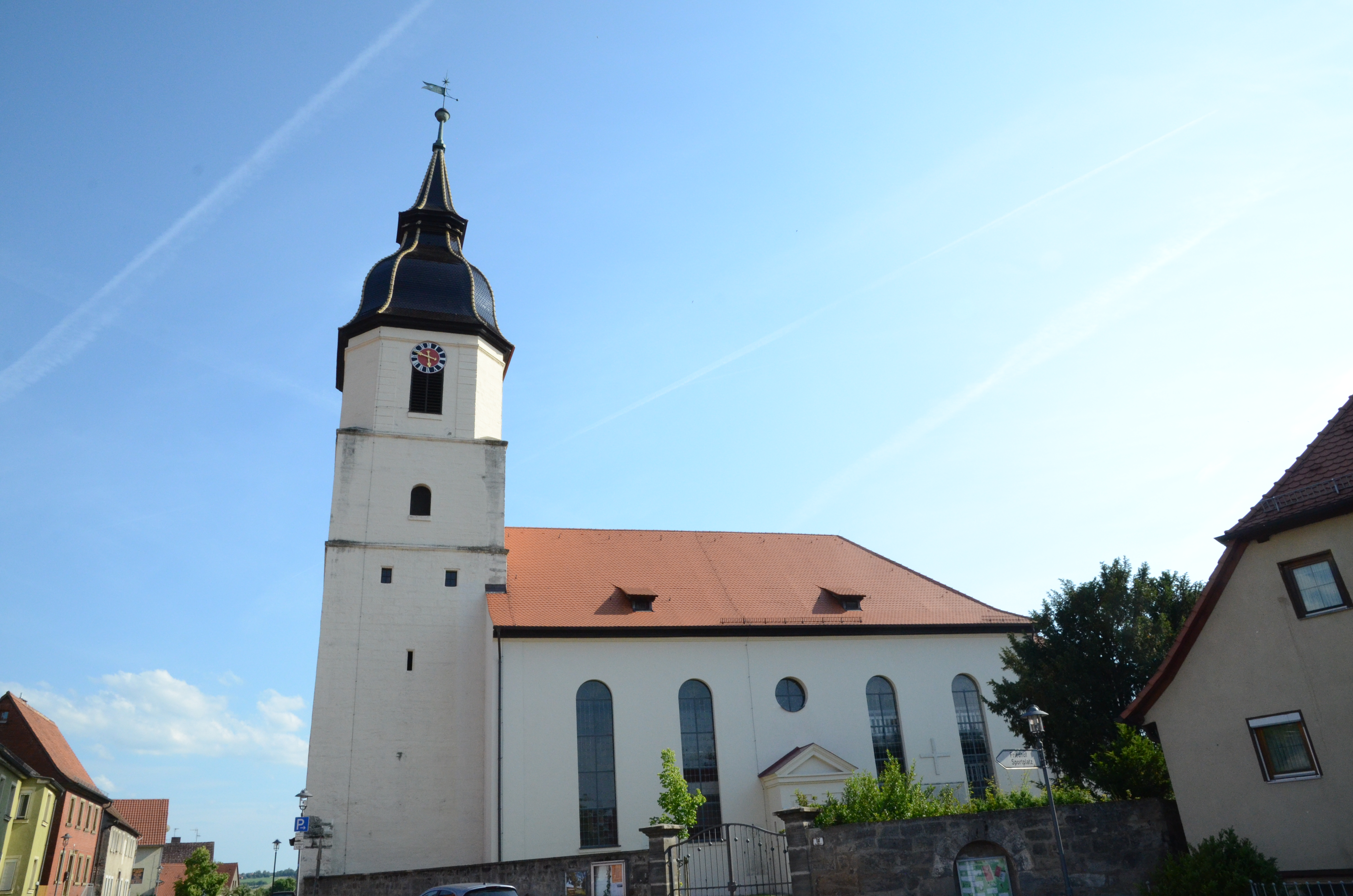
St. Margaretha, Nordseite

St. Margaretha ist eine nach der heiligen Margareta von Antiochia benannte evangelisch-lutherische Kirche in Lehrberg (Dekanat Ansbach).

## Kirchengemeinde
Lehrberg gehört zu den ältesten Pfarreien des Rezattales. Bereits 1057/59 wurde die Kirche durch den Eichstätter Bischof Gundekar II. geweiht. Das Patronat übte ursprünglich der Propst des Kollegiatstiftes Herrieden und in seiner Nachfolge der Bischof von Eichstätt aus. Im Spätmittelalter ist bezeugt, dass die Kirche der Heiligen Jungfrau, der Heiligen Margaretha und dem Heiligen Kreuz geweiht war. Zur Pfarrei gehörten die allesamt im frühen 15. Jahrhundert errichteten Filialkirchen
- St. Jakob (Häslabronn)
- St. Jobst (Lehrberg), Wallfahrtskapelle, auch „Kappel“ genannt, seit dem frühen 18. Jahrhundert eine Ruine
- St Maria und Michael (Birkach), ziemlich bald danach eine Ruine
- St. Peter und Paul (Gräfenbuch).[4]

Seit 1536 übte das Patronat das Fürstentum Ansbach aus. Die Pfarrei wurde dem neu geschaffenem Dekanat Leutershausen zugewiesen. Markgraf Georg der Fromme besetzte im selben Jahr die Pfarrstelle mit dem Ansbacher Kaplan Johann Seeger, dem ersten evangelischen Pfarrer.
Um 1800 gehörten zur Pfarrei die Orte Ballstadt, Birkach, Brünst (teilweise), Buhlsbach, Dauersmühle, Fritzmühle, Gräfenbuch (südlich des Sulzbachs), Häslabronn, Hürbel am Rangen, Kohlmühle, Kurzendorf, Oberheßbach, Pulvermühle, Seemühle, Unterheßbach, Zailach und Ziegelhütte. Wenig später kam noch die neu gegründete Walkmühle hinzu. Seit 1810 gehört St. Margaretha zum Dekanat Ansbach. 1812 wurden Häslabronn mit Kurzendorf an St. Ursula (Colmberg) abgegeben und Gräfenbuch nördlich des Sulzbachs wurde von St. Maria (Obersulzbach) an St. Margaretha abgegeben. 1829 wurde schließlich der Rest von Brünst, der bis dahin nach St. Johannes (Wernsbach bei Ansbach) gepfarrt war, St. Margaretha zugewiesen.

## Kirchengebäude
Die im 11. Jahrhundert errichtete Kirche wurde um 1300 renoviert. 1729/1731 wurde sie unter Beibehaltung des gotischen Chorturmes  nach Plänen von Johann David Steingruber im Markgrafenstil neu erbaut. 1785 wurden die beiden Turmobergeschosse und der Turmhelm auf den Chorturm aufgesetzt. Ende des 19. Jahrhunderts wurden die Portalvorhallen errichtet.
Der im Osten befindliche Chorturm wurde aus Sandsteinquadern errichtet. Das hohe Turmuntergeschoss hat im unteren Bereich an der Ostseite ein Rundbogenfenster, im mittleren Bereich an der Ost-, Nord- und Südseite ein kleines Rechteckfenster und im oberen Bereich an diesen Seiten paarweise kleine Rechteckfenster. Das erste Obergeschoss weist an diesen Seiten kleine Rundbogenfenster auf. Das Glockengeschoss hat einen oktogonalen Grundriss und zur West-, Ost-, Süd- und Nordseite rundbogige Schallöffnungen mit Ziffernblatt und darüber welsche Haube mit zweiteilig abgesetztem Helm. Eine von den vier Kirchenglocken ist im Zusammenhang mit dem Zweiten Weltkrieg eingeschmolzen worden. Das Langhaus hat an der Nord- und Südseite in der Mitte eine Achse mit Portalvorhalle, darüber ein Rundfenster, links und rechts davon je zwei Fensterachsen mit Rundbogenfenstern. An der Westseite befindet sich eine weitere Portalvorhalle mit Walmdach. Das Langhaus hat ein Satteldach, das an der Westseite abgewalmt ist und an der Nordseite zwei Schleppgauben hat.
Der einschiffige Saal schließt mit einem Spiegelgewölbe ab. An der Nord-, Süd- und Westseite ist eine Empore eingezogen. In der Südostecke ist die Kanzel mit Aufgang, oktogonalem Korb und Schalldeckel aus Holz angebracht. Vor der Rundbogenarkade, die den Saal mit dem Chor verbindet, steht mittig der Taufstein. Links (= nördlich) vom Chorbogen befindet sich eine frühgotische Sakramentsnische des Jahres 1337 mit Bekrönung durch Wimperg mit Vierpass und kurzen Fialen. Der Chor weist ein Kreuzrippengewölbe auf. In diesem steht ein im neugotischen Stil gehaltener Altar mit Aufsatz, der 1867 gefertigt wurde.